# Albarta ten Oever

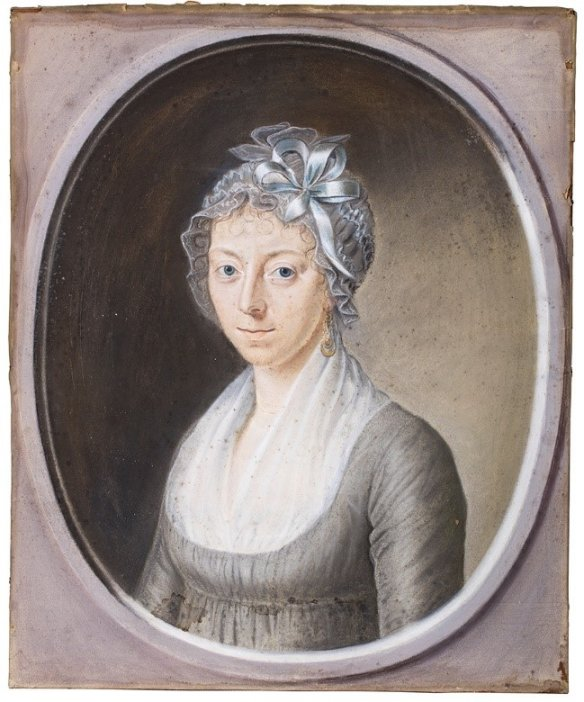
Albarta ten Oever

Albarta ten Oever (* 17. Februar 1772 in Groningen; † 22. Januar 1854 ebenda) war eine niederländische Malerin und Zeichnerin.

## Leben
Albartas Vater, der Kaufmann Albartus ten Oever, starb vier Monate vor der Geburt der Tochter. Als Albarta ein Jahr alt war, heiratete ihre Mutter Hillechijn Tonkens den Kaufmann Pieter Grimminge. Die 6-jährige Albarta bekam von ihrer Großmutter Lamina Vos ein stattliches Erbe, bestehend aus Bargeld und Immobilien. Das Mädchen wurde von dem Groninger Künstler Hendrik Lofvers (1739–1806) im Malen und Zeichnen unterrichtet. Später bildete sie sich an der Academie Minerva fort.
Die 17-jährige Albarta heiratete den 43-jährigen verwitweten Kunstsammler und Händler Pieter Roelfzema. Der Gatte, Leutnant des Zivilregiments der Stadt, wurde von 1820 bis 1824 einer der vier Bürgermeister Groningens. Das Paar legte eine Sammlung von Gemälden aus dem 17. und 18. Jahrhundert an. Besucher aus allen Teilen des Landes bewunderten in der Groninger Poelestraat die Bilder.
Die Landschaftsmalerin Albarta produzierte Ansichten von Groningen und Winterbilder von Drenthe. Sie malte im Stil von Salomon van Ruysdael und Jan van Goyen. Außerdem kopierte sie Werke von Paulus Potter.
1818 stellte Albarta vier Bilder auf der Amsterdamer Tentoonstelling van Levende Meesters (Ausstellung der Werke lebender Meister) aus. 1826 verstarb der Ehemann 81-jährig. Im Jahr darauf heiratete Albarta den Kaufmann Rijndert Berends Bakker (1770–1849). Beide Ehen blieben kinderlos.
Albarta war Mitglied der 1832 in Groningen gegründeten Kunstlievend Genootschap Pictura.
Nachdem ihr zweiter Mann gestorben war, lebte Albarta mit ihrer Halbschwester Margaretha weiterhin im Haus in der Poelestraat.